# Franz-Wilhelm Heimer
Franz-Wilhelm Heimer (Dortmund, 12 de abril de 1930) é um cientista social alemão cujo trabalho incide principalmente na África e em países lusófonos.

## Biografia
Filho de um professor de ensino básico, Franz-Wilhelm Heimer passou a infância e juventude na Renânia (Alemanha), nas pequenas cidades de Brühl e de Frechen, situadas a próximidade de Colônia. Foi nesta última cidade que frequentou o ensino secundário, filiando-se no "Bund Neudeutschland" que viria a ser a vertente alemã da Juventude Estudantil Católica. A partir de 1950 Franz-Wilhelm Heimer estudou letras românicas e anglo-saxónicas, filosofia e pedagogia na  Universidade de Colónia. Como bolseiro do governo francês esteve durante o ano de 1955/56 em Paris onde preparou na Université de Paris I uma tese de licenciatura sobre as particularidades da linguagem dos movimentos de juventude franceses. Em simultâneo trabalhou na central da Juventude Estudantil Católica Internacional, desempenhando as funções de Secretário Europeu. Em 1958 concluiu a sua licenciatura em Colónia e, depois de dois anos de estágio profissional, também em Colónia, fez em 1960 o exame de estado para efeitos de qualificação como professor de ensino secundário.
Nesta categoria profissional entrou para o serviço do Estado de Renânia do Norte-Vestfália, sendo colocado em Duisburg. Já em inícios de 1961 assumiu - com o apoio do serviço alemão de intercâmbio académico (DAAD) -  as funções de leitor de alemão na então Faculdade de Filosofia, Ciências e Letras (hoje com a designação "Instituto de Biociências, Letras e Ciências Exatas" (IBILCE, campus da Universidade Estadual Paulista, UNESP)) em São José do Rio Preto, Estado de São Paulo, Brasil). Em paralelo, participou no movimento político-social Ação Popular, promovendo neste quadro iniciativas locais de alfabetização de adultos, seguindo a orientação e metodologia do educador brasileiro Paulo Freire.
No momento do golpe militar de 1964, fez parte do grupo de docentes e estudantes da Faculdade que, acusados de “subversivos”, foram presos durante várias semanas pela polícia política. Libertado após intervenção diplomática, mas proibido de retomar a sua actividade em São José do Rio Preto, passou a assumir a direcção da filial do Goethe-Institut em Belo Horizonte, sendo responsável pelas actividades em Minas Gerais, em Espírito Santo e em Brasília.  Face aos imponderáveis da ditadura militar estabelecida no Brasil, decidiu voltar para a Alemanha já em 1965. Deixando o serviço do Estado de Renânia do Norte–Vestfália, aceitou o convite para tornar-se investigador do Arnold-Bergstraesser-Institut für kulturwissenschaftliche Forschung (ABI), ligado à Universidade de Freiburg.
A partir de então, e em consonância com a vocação daquele instituto, a sua área central de trabalho tem sido a dos problemas de desenvolvimento do Terceiro Mundo. Durante uma década, o seu interesse principal situou-se em torno da relação entre educação e desenvolvimento, o que o levaria a integrar o correspondente departamento no ABI, cuja coordenação lhe foi confiada. Em termos regionais, concentrou-se inicialmente na América Latina, com destaque para o Brasil. Para além dos seus estudos pode ser referida a sua tradução para o alemão, juntamente com Johannes Augel, do livro „Revolução para a paz“, do falecido bispo brasileiro, defensor da teologia da libertação, Dom Hélder Câmara. Nos anos 1960/1970 efectuou viagens de estudo a uma série de países latino-americanos , nomeadamente Brasil, Argentina, Chile, Peru, Equador, Panamá, Costa Rica, República Dominicana e Venezuela. No entanto, rapidamente deslocou a sua atenção para a África ao Sul do Saara  -  numa primeira fase para a África Central (Ruanda, Burundi, Congo-Brazzaville e Congo-Kinshasa), e a seguir para a África Austral (especialmente Angola e Moçambique). Neste último contexto fundou e dirigiu nos anos 70 o Arbeitskreis Portugiesischsprachiges Afrika (APSA), um fórum de debate em língua alemã sobre os cinco países africanos de língua oficial portuguesa, com participação de especialistas de diferentes países, inclusive africanos. Em 1980 organizou em  Bad Homburg a primeira conferência científica internacional sobre o conjunto dos cinco países realizada depois da sua descolonização em 1974/75. A sua concentração nos países lusófonos não o impediu, no entanto, de manter o seu interesse pelo conjunto da África ao Sul do Saará que o levou a estadias de contacto e de pesquisa numa série de países, nomeadamente o Burkina Faso, mas também a África do Sul, a Costa de Marfim (Côte d'Ivoire), a Nigéria, o Quénia, o Senegal, a Suazilândia e o Uganda,
Paralelamente à sua investigação estudou Ciência política, Sociologia e Ciências da educação na universidade de Freiburg, obtendo nestes domínios, em 1979, o doutoramento com uma dissertação sobre o processo de descolonização em Angola - país onde havia realizado várias estadias de pesquisa entre 1967 e 1974. A análise proposta nesta obra parte de uma tentativa de compreender a génese e estrutura das formações sociais abrangentes que se constituíram em África nos territórios arbitrariamente delimitados pelas potências coloniais. A preocupação com estas formações sociais e as suas transformações pós-coloniais tornar-se-ia uma constante do seu trabalho.
Após o doutoramento, e mantendo o seu estatuto de investigador, exerceu durante um ano funções docentes em ciência política e ciências da educação, respectivamente na Universidade de Freiburg e na Universidade de Frankfurt. Em fins de 1980 aceitou - com o apoio do DAAD - o convite de Adérito Sedas Nunes, então Ministro da Cultura e Ciência do Governo Português, para responsável pela cadeira de sociologia do desenvolvimento no ISCTE-IUL, o instituto universitário autónomo de ciências sociais. tecnológicas e empresariais de Lisboa. Inicialmente professor visitante, assumiu em 1982 um compromisso a longo prazo, sendo nomeado professor catedrático convidado.
Desde cedo, a sua prioridade tornou-se a constituição, no quadro do ISCTE-IUL, de um domínio de estudos africanos em ciências sociais. Com Mário Murteira promoveu, em 1981, a criação, pelo ISCTE-IUL, do Centro de Estudos Africanos (CEA), hoje a maior unidade universitária desta natureza em Portugal, que coordenou/dirigiu durante muitos anos. Neste contexto, esteve na origem da organização, em 1989, de um curso de pós-graduação em estudos africanos, transformado em mestrado em 1991. Por sua iniciativa, o ISCTE-IUL criou, em 1995, a Área Científica de Estudos Africanos, a que presidiu, e que assumiu a responsabilidade académica pelo mestrado em estudos africanos bem como, em 1996, pelo primeiro doutoramento em estudos africanos em Portugal. Em 2002 articulou uma iniciativa conjunta do CEA com outros centros similares, que redundou na constituição, inicialmente sob a sua direcção, de uma Biblioteca Central de Estudos Africanos, sediada no ISCTE-IUL. A partir do fim dos anos 80 organizou ou coorganizou, em Lisboa, Bad Homburg vor der Höhe, Bissau e Maputo, diferentes conferências internacionais ligadas a temáticas africanas. Teve um papel de relevo no lançamento, em 2001, da revista Cadernos de Estudos Africanos, do Centro de Estudos Africanos. Em conjugação com as suas actividades ligadas ao CEA, empenhou-se a favor do desenvolvimento dos estudos africanos em Portugal e da sua inserção em redes internacionais, informais e institucionalizadas. Neste último domínio, promoveu em especial a presença dos centros portugueses de estudos africanos no AEGIS, a rede europeia de estudos africanos, a cuja direcção pertenceu durante vários anos. Em 1989/90 passou um ano sabático no Deutsches Institut für Internationale Pädagogische Forschung (DIPF, instituto alemão de investigação pedagógica internacional) de Frankfurt, aproveitando infraestrutura e contactos para o desenvolvimento dos seus estudos.
As suas pesquisas, que o levaram a estadias em vários países latino-americanos e numa vintena de países africanos, passaram a incidir dominantemente nos países africanos de língua oficial portuguesa. Dos anos 1970 aos anos 2000 realizou repetidas estadias de estudo e investigação em todos os Cinco. Os seus trabalhos situaram-se sempre numa perspectiva interdisciplinar, pondo a proveito contribuições oriundas não apenas da ciência política e da sociologia, como também da antropologia e da economia, da história e da psicologia social. É esta a perspectiva seguida pelos projectos de investigação que dirigiu e cujo corpo de investigadores foi no essencial constituído por investigadores africanos. Nos seus trabalhos pessoais, regista-se um destaque crescente para os aspectos da cultura política e das identidades sociais.

## Escritos (selecção)
- „Als DAAD-Lektor in Brasilien“,  Das Studienseminar:  Zeitschrift für Gymnasialpädagogik, 12(1) 1967, pp. 59-66
- (com Theodor Hanf, André Benoit, Patrick Dias) Möglichkeiten beruflicher Ausbildung in Burundi, Kongo-Brazzaville, Kongo-Kinshasa und Rwanda, 5 vol., Arnold-Bergstraesser-Institut,  1968
- „Nationalismus in einem ‘Entwicklungsland’: Der Fall Brasilien”, in: R. König (org.), Aspekte der Entwicklungssoziologie, nº especial 13 da Kölner Zeitschrift für Soziologie und Sozialpsychologie, 1969, pp. 491-51
- (com Maria de Lourdes Heimer e Mara Ramos) Neuere Studien zur Politik Brasiliens 1960 – 1967, Freiburg : Mühlhans, 1968.
- (com Patrick Dias, Theodor Hanf, William Rideout) Les étudiants universitaires congolais: Une enquête sur leurs attitudes socio-politiques, Düsseldorf: Bertelsmann Universitätsverlag, 1971
- (org.) Social Change in Angola, Munique: Weltforum Verlag, 1973
- Der Entkolonisierungskonflikt in Angola, Munique: Weltforum Verlag, 1979 (versão resumida em português: O processo de descolonização em Angola, 1974 - 1976, Lisboa: A Regra do Jogo, 1980)
- (com Elisete Marques da Silva) Politische Entwicklung und Situation der katholischen Kirche im nachkolonialen Angola, Freiburg: Arnold-Bergstraesser-Institut, 1983.
- „Begriffe und Theorien ‘politischer Entwicklung’: Bilanz einer Diskussion und Versuch einer Ortsbestimmung Gabriel Almonds’, in: D. Oberndörfer (org.), Systemtheorie, Systemanalyse und Entwicklungsländerforschung: Einführung und Kritik, Berlim: Duncker & Humblot, 1981, 449-515
- „Politischer Wandel und politische Soziologie in Basilien seit 1964”, Civitas-Jahrbuch für Sozialwissenschaften 10, 1971, 167-218
- “Education and politics in Brazil”, Comparative Education Review, 19 (1) 1975, Spp  51-67 (versão ampliada „Erziehung, Gesellschaftsstruktur und Politik in Brasilien”, Zeitschrift für Pädagogik, 23 (1) 1977,pp. 35-55)
- “Estrutura social e descolonização em Angola”, Análise Social, 10 (4) 40, 1973 (1975), S. 621-655
- (com A. Benoit) Bildung, Forschung und Dokumentation im Dienste der lateinamerikanischen Gewerkschaftsbewegung, 3 vol, Freiburg; Arnold-Berstraesser-Institut, 1976 (versão espanhola: La formación, investigación y documentación al servicio del movimiento de los trabajadores, 3 vol., ibidem, 1976)
- « Décolonisation et légitimité politique en Angola”, Revue française d’études politiques africaines, 126, 1976, pp. 48-72 (versão ampliada „Entkolonisierung und politische Legitimität: Vorüberlegungen zu einem Interpretationsmodell für Schwarzafrika am Beispiel Angolas”, Civitas-Jahrbuch für Sozialwissenschaften, 15, 1977 (1978), pp. 189-222)
- „Bildung als Praxis der Befreiung: Ansätze alternativer Erziehung in Guinea-Bissau”, Bildung und Erziehung, 34 (1) 1981, pp. 79-85
- „Die Beendigung des portugiesischen Kolonialismus”, in: W. Wagner et alii (orgs.), Die internationale Politik 1975/76, Munique & Viena: R. Oldenbourg Verlag, 1981, pp. 249-274
- Die politische und gesellschaftliche Entwicklung in Mosambik als Rahmenbedingung der katholischen Kirche, Freiburg i-Br.: Arnold-Berstraesser-Institut, 1984
- (com Elisete Marques da Silva) „Vundiça: Wandel und Kontinuität in Reproduktion und Inkorporation eines ländlichen Gesellschaftssegments in Mosambik”, in: P. Meyns (org.), Agrargesellschaften im portugiesischsprachigen Afrika, Saarbrücken & Fort Lauderdale: Breitenbach, 1988, pp 128-154
- „Staatenwerdung und soziale Identität im portugiesischsprachigen Afrika”, in: M. Kuder (org.), Zivilisation, Sprache und Literatur der afrikanischen Staaten portugiesischer Sprache, nº especial 2 dos DASP-Hefte, 1988, pp. 9-40
- "Educação e desenvolvimento: o papel problemático das teorias", Revista Internacional de Estudos Africanos, 12-13, 1990, pp. 253 - 261
- (com  Jorge Vala e José Manuel Leite Viegas) “Cultura política: Uma leitura interdisciplinar”, Sociologia: Problemas e Práticas, 8, 1990, pp. 9-28
- (com Jorge Vala e José Manuel Leite Viegas), “Padrões de cultura política em Portugal: Atitudes face à democracia”, Análise Social,  25 (1-2) 105-106, 1990, pp. 31-56
- “Atitudes face à democracia no Portugal de hoje”, Revista de Ciência Política, 7/8, 1988 (1991), pp. 45-65
- “Estudos africanos em Portugal: Balanço das dinâmicas actuais”, Cadernos de Estudos Africanos, 1, 2001, pp. 10-26
- “Fronteiras e identidades sociais em África”, in: A. C. Gonçalves (org.), Multiculturalismo, poderes e etnicidades na África Subsariana, Porto: Centro de Estudos Africanos da Universidade do Porto, 2002, pp. 23-27
- “Deutsche Wissenschaftsmigranten in Portugal”, in: E. Demm (org.), Deutscher Brain Drain, europäische Hochschulsysteme und Hochschulreform, Bona: Friedrich-Ebert-Stiftung, 2002, pp. 155-164
- “Reflexões acerca de uma abordagem interdisciplinar das sociedades africanas”, Cadernos de Estudos Africanos, 3, 2002, pp. 151-159
- (com Paulo de Carvalho & Víctor Kajibanga) “Angola”, in: D. Teferra & P. Altbach (org.), African Higher Education: An International Reference Handbook, Bloomington & Indianapolis: Indiana University Press, 2003, pp. 162-175
- “Dinâmicas políticas dos países africanos de língua portuguesa”, comunicação científica ao VIII Congresso Luso-Afro-Brasileiro em Ciências Sociais, Centro de Estudos Sociais da Universidade de Coimbra, 2004 http://www.ces.uc.pt/lab2004/inscrição/pdfs/grupodiscussão5/Franz_Heimer.pdf
- (com Elisete Marques da Silva & Gabriel Mithá Ribeiro) “Representações sociais, valores e atitudes face ao político em Angola e Moçambique”, Africana Studia, 8, 2005, pp. 11-38 (versão inglesa “Social representations, values and attitudes towards politics in Angola and Mozambique”. In: P. Molt & H. Dickow (orgs.) Kulturen und Konflikte im Vergleich/ Comparing Cultures and Conflicts, Baden-Baden: Nomos, 2006, pp. 492-512)
- (com Cristina Udelsmann Rodrigues & Carlos Manuel Lopes) "Angola Country Report", in: Bertelsmann Stiftung (org.), Transformation Index 2010, Gütersloh: Verlag Bertelsmann Stiftung, 2010 (37 pp. em DVD, também aqui); versão revista de 2012 (49 pp.) em https://web.archive.org/web/20120401150404/http://www.bti-project.org/country-reports/esa/ago/.